# NGC 1379
NGC 1379 este o galaxie eliptică situată în constelația Cuptorul. A fost descoperită în 25 decembrie 1835 de către John Herschel. Se află la o distanță de 17,7 megaparseci de Pământ.